# フェンダー・ジャグスタング
フェンダー・ジャグスタング (Fender Jag-Stang) はフェンダーのエレクトリックギター。ジャガーとムスタングを合成して作られた。

## 起源
ニルヴァーナのカート・コバーンが両機の合成機のアイディアをフェンダーに提案し、カスタムショップのマスタービルダーであったラリー・ブルックス (Larry L. Brooks) が2本の左利き用ギターを制作、このうち一本のみがコバーン自身によって使用された。このギターはコバーンを満足させるために多くの調整が必要だったとされており、ニルヴァーナの1994年の『イン・ユーテロ』ツアーのヨーロッパ興行に行く前には、フェンダーに修理のため返送されている。ライブではあまり使用されていない。コバーンは結果に満足しておらず、1994年4月の死に至るまで、完成形には至らなかったとされている。

## デザイン
1つの「ヴィンテージ・スタイル」シングルコイルと「スペシャル・デザイン」ハムバッカーを搭載、それぞれに「オン/オフ/逆相」が選択可になっている。両前作機と同様ダイナミック・ヴィブラートを装備し、24インチのショートスケールネック（コバーンが好むジャガーの正確なレプリカ）である。
ピックアップの貧弱さと全体的な熟練の欠如により、多くの批判を浴びている。
量産はコバーン死後の1995年秋から行なわれ、2001年の製造中止となった2年後、需要を受けフェンダージャパンがリイシューを生産。2005年に再度製造終了した。
その後、フェンダーが、ニルヴァーナの代表作「ネヴァーマインド」の発売30周年を記念して2021年に再発売される運びとなった。

## 使用ミュージシャン
コバーンのソニック・ブルーのジャグスタングは彼の死後、妻のコートニー・ラブによりR.E.M.のピーター・バックに譲渡された。彼はこのギターを "What's the Frequency, Kenneth?" のヴィデオで使用している。同じR.E.M.のマイク・ミルズはこのギターを、ライヴでコバーンへのトリビュートソングである「レット・ミー・イン」を演奏する際に使用している。この様子はREMのDVD『ロード・ムービー』で見られる。